# Zwinne zarządzanie
Zwinne zarządzanie (ang. agile management) – iteracyjne, przyrostowe podejście do organizacji pracy zespołów przy wytwarzaniu wartości rynkowej w celu zapewnienia rozwoju nowych produktów i usług w sposób elastyczny i w interaktywnej formie. W odróżnieniu od kaskadowego zarządzania, gdzie wysiłek skupia się na dostarczeniu wcześniej przygotowanego planu, w tym podejściu zmiany są naturalnym elementem dostarczania produktu.
Wydarzeniem konstytuującym zwinne podejście do wytwarzania produktów było opublikowanie „agile manifesto”, jednak czerpie ono również z koncepcji Lean. Manifest Agile koncentruje się na czterech wartościach: komunikacja ze stronami jest ważniejsza niż stosowanie standardowych procedur i narzędzi, koncentracja na dostarczeniu działających rozwiązań, a mniej na dostarczaniu szczegółowej dokumentacji, współpraca z klientami i bycie otwartym na zmiany zakresu zamiast ich ograniczanie. Manifest Agile zainspirował do stworzenia wielu metodyk zwinnego zarządzania produktami, takich jak Scrum, Feature-driven development, Extreme Programming. Aktualnie najbardziej rozpowszechniona jest pierwsza z nich, tj. Scrum.
Początkowo zwinne metodyki w tworzeniu produktów skoncentrowane były na produktach informatycznych, jednak aktualnie znajdują zastosowanie w innych obszarach biznesu.

## Zwinny zespół
Podejście zwinne zakłada, że zespół dysponuje kompetencjami i jest zmotywowany do tworzenia produktu. Często stosowany termin to empowered team, czyli zespół wyposażony w decyzyjność i chęci do działania. W rezultacie zwinny zespół nie potrzebuje silnego nadzoru kierownictwa. Rola kierownika sprowadza się do eliminacji przeszkód w pracy zespołu, sugerowania efektywnych technik radzenia sobie z problemami i wskazywania celów biznesowych tworzonego rozwiązania.

## Mocne i słabe strony zwinnego zarządzania produktami
Mocne strony
- Elastyczność i akceptacja zmian zakresu produktu.
- Brak konieczności definiowania całego zakresu produktu na jego początku.
- Wzmacnianie samodzielności i odpowiedzialności zespołu.
- Koncentracja na satysfakcji klienta, a niekoniecznie na założonym zakresie prac.

Słabe strony
- Niski poziom kontroli postępu prac.
- Ukryte założenie o wysokich kompetencjach i motywacji zespołu, które w praktyce może nie być spełnione.
- Adresowane raczej do niewielkich zespołów.
- Koncentracja głównie na dostarczaniu zakresu produktu z pominięciem wielu aspektów sprzedaży produktu, analizy wymagań biznesowych, rekrutacji i szkolenia zespołu, dokumentowania prac, zarządzania kosztami, konfiguracją, udziałowcami, relacji prawno-formalnych – podejście produktowe, nie projektowe.